# René Mammonat
René Mammonat, né le 6 février 1900 à Saint-Bonnet-Briance (Haute-Vienne et mort le 30 octobre 1977 à Orléans, est un homme politique français.

## Biographie
Tailleur d'habit pour dames, fils d'un tailleur d'habit et d'une couturière, René Mammonat s'engage dans la Résistance. Arrêté le 16 juin 1942 par les brigades spéciales de la police française, il est déporté le 15 août 1944 au camp de concentration de Buchenwald. Membre de la brigade française de libération de ce camp, il est chargé de confectionner le fanion de cette unité. Selon sa biographie institutionnelle, à son retour en France en 1945, il participe à la renaissance du Secours populaire français. 
Le 19 décembre 1946, présenté par le Parti communiste français, il est élu au Conseil de la République, par l'Assemblée nationale. Il y siège jusqu'au 7 novembre 1948, où, candidat en Vendée, il n'est pas réélu.
Entre-temps il est élu conseiller municipal de La Roche-sur-Yon en octobre 1947, où il conduit la liste communiste. Celle-ci obtient 4 élus sur les 27 membres de conseil municipal. Peu présent à ce poste, il démissionne de ce mandat en décembre 1948.

### Mandats et fonctions
- 1946-1948 : sénateur
- 1947-1948 : conseiller municipal de La Roche-sur-Yon